# Збірна Кувейту з футболу
Збірна Кувейту з футболу — представляє Кувейт на міжнародних футбольних змаганнях. Контролюється Федерацією футболу Кувейту.
Станом на 3 квітня 2025 посідає 134-e місце у рейтингу футбольних збірних світу.

## Виступи на міжнародних турнірах

### Чемпіонат світу
- з 1930 по 1970 — не брала участь
- з 1974 по 1978 — не пройшла кваліфікацію
- 1982 — перший груповий етап (21-е місце)
- з 1986 по 2022 — не пройшла кваліфікацію

### Кубок Азії
- з 1956 по 1968 — не брала участь
- 1972 — груповий етап
- 1976 — друге місце
- 1980 — Чемпіон
- 1984 — третє місце
- 1988 — груповий етап
- 1992 — не пройшла кваліфікацію
- 1996 — четверте місце
- 2000 — чвертьфінал
- 2004 — груповий етап
- 2007 — не пройшла кваліфікацію
- 2011 — груповий етап
- 2015 — груповий етап
- 2019 — дискваліфікована
- 2023 — не пройшла кваліфікацію

### Олімпійські ігри
- 1900—1956 — не брала участь
- 1960—1976 — не пройшла кваліфікацію
- 1980 — чвертьфінал
- 1984—1988 — не пройшла кваліфікацію
- 1992 — груповий етап
- 1996 — не пройшла кваліфікацію
- 2000 — груповий етап
- 2004—2024 — не пройшла кваліфікацію